# Verwaltungsgemeinschaft Saalkreis Nord
In de voormalige Verwaltungsgemeinschaft Saalkreis Nord werkten elf gemeenten uit het district Saalekreis in de Duitse deelstaat Saksen-Anhalt samen ter vervulling van de gemeentelijke taken. Juridisch gezien behielden de deelnemende gemeenten hun zelfstandigheid.

## Geschiedenis
De Verwaltungsgemeinschaft Saalkreis Nord is op 1 januari 2005 ontstaan door de samenvoeging van de Verwaltungsgemeinschaft Nördlicher Saalkreis en de gemeenten Brachwitz, Döblitz, Dößel, Gimritz, Neutz-Lettewitz, Rothenburg en de stad Wettin uit de Verwaltungsgemeinschaft Wettin. De naam van de Verwaltungsgemeinschaft werd pas op 13 mei 2005 vastgelegd.

Bij de oprichting bestond de Verwaltungsgemeinschaft uit de gemeenten Brachwitz, Döblitz, Domnitz, Dößel, Gimritz, Löbejün, Nauendorf, Neutz-Lettewitz, Plötz, Rothenburg en Wettin.
Op 30 juni 2008 werd Dößel geannexeerd door Wettin. De overige gemeenten zijn op 1 januari 2011 samengevoegd tot Löbejün-Wettin waarmee de Verwaltungsgemeinschaft Saalkreis Nord ophield te bestaan.